# C-51
La carretera C-51 uneix El Vendrell (Baix Penedès) amb Valls (Alt Camp), tot travessant el Coll de la Rubiola. Concretament, passa pels termes municipals del Vendrell, Albinyana, La Bisbal del Penedès, Rodonyà, Vila-rodona, Alió, Puigpelat i Valls.
Després de molts anys d'intentar tirar endavant el projecte de millora de la carretera, actualment s'estan duent a terme les obres de construcció de la nova C-51. Rodonyà és un dels municipis que més s'ha oposat al projecte que s'ha tirat endavant, sobretot per la forma com el plantejà l'administració i per les conseqüències negatives a nivell local que pot ser que se'n derivin degut a la construcció d'una variant al municipi. Per altra banda, Unió de Pagesos ha dut a termes diferents marxes lentes per protestar pel pagament pendent de les expropiacions.